# Jevgraf Nyikolajevics Krutyeny
Jevgraf Nyikolajevics Krutyeny (oroszul: Евграф Николаевич Крутень) alezredes (Kijev, 1890. december 29. – Ploticsa, 1917. június 19.) az Orosz Birodalom 7. legeredményesebb katonai pilótája volt. Első világháborús szolgálata alatt 7 légi győzelmet aratott.

## Élete
Jevgraf Nyikolajevics Krutyeny 1890. december 29-én született Kijevben, a mai Ukrajna fővárosában.

### Részvétele az első világháborúban
A háború kezdetétől fogva aktívan a repüléssel foglalkozott. Több repülési bevetésen is részt vett. Az első világháborús szolgálata alatt első győzelmét 1915. március 6-án szerezte meg, Ravka fölött Voisin LA típusú repülőgépével. 1915-évében további győzelmeket nem szerzett.  A keleti-fronton osztrák-magyar, illetve német pilótákkal keveredett heves légi harcokba. Második légi győzelmét 1916. augusztus 11-én szerezte meg, egy Albatrosszal szemben. 3 nappal később ismét győzött Nieuport 11-esével, egy Rumpler típusú géppel szemben. Kalandos életéről kevés feljegyzés maradt fenn, egyesek szerint Kruten még a nyugati-fronton is több légiharcban jeleskedett. Sorra aratta légi győzelmeit melyek közül, 1-et 1915-ben, 2 1916-ban, és 4-et 1917-ben szerzett meg. Szolgálata alatt a 2. IRAS (2. Légi harc csoport) pilótája volt. Szerencséje 1917. június 19-én hagyta el, amikor Nieuport 17-es repülőgépét Plotyicsa közelében lelőtték.

### Győzelmei
| Sorszám | Dátum               | Beosztási hely | Repülőgépe  | Ellenfél              |
| 1       | 1915. március 6.    | IRAS           | Voisin LA   | EA                    |
| 2       | 1916. augusztus 11. | IRAS           | Nieuport 11 | Albatros C.III        |
| 3       | 1916. augusztus 14. | IRAS           | Nieuport 11 | Rumpler C             |
| 4       | 1917. február       | IRAS           | SPAD VII    | EA                    |
| 5       | 1917. május 31.     | IRAS           | Nieuport 17 | Hansa-Brandenburg C.I |
| 6       | 1917. június 5.     | IRAS           | Nieuport 17 | Two-Seater            |
| 7       | 1917.június 6.      | IRAS           | Nieuport 17 | Hansa-Brandenburg C.I |

## Lásd még
- Első világháború
- Kijev
- Oroszország történelme
- Az Orosz Birodalom első világháborús ászpilótái